# 세바스토폴스카야역
세바스토폴스카야역(러시아어: Севасто́польская)은 모스크바 지하철 세르푸홉스코 티미랴젭스카야 선의 역이다. 1983년 11월 8일에 개장했다. 세바스토폴스카야 역은 아조프 거리에 위치하고 있으며, 카홉스카야 선의 카홉스카야 역으로 갈아탈 수 있다. 세바스토폴스카야 역은 제2차 세계 대전의 격전지였던 세바스토폴을 기려 지어졌기 때문에 당시의 전투를 기리는 모자이크로 장식되어 있다.